# Striatestea eulima
Striatestea eulima är en snäckart som beskrevs av Powell 1940. Striatestea eulima ingår i släktet Striatestea och familjen Rissoidae. Inga underarter finns listade i Catalogue of Life.